# 487 Venetia
487 Venetia eller 1902 JL är en asteroid i huvudbältet, som upptäcktes den 9 juli 1902 av den italienske astronomen Luigi Carnera. Den är uppkallad efter gränsregionen Venetien.
Asteroiden har en diameter på ungefär 59 kilometer.